# Johann Rist
Johann von Rist (Ottensen, 8 marzo 1607 – Wedel, 31 agosto 1667) è stato un poeta e drammaturgo tedesco noto soprattutto per i suoi Inni.

## Biografia
È nato a Ottensen nella contea di Holstein-Pinneberg (oggi Amburgo) l'8 marzo 1607, figlio di Caspar Rist, pastore luterano locale. Egli ricevette la sua prima educazione alla Gelehrtenschule des Johanneums ad Amburgo e poi al Ginnasio Illustre di Brema; Studiò poi teologia all'università di Rinteln. Lì, sotto l'influenza di Josua Stegman, crebbe il suo interesse nella composizione di inni. Quando stava per partire da Rinteln, egli divenne precettore dei figli di un mercante di Amburgo, dovendoli accompagnare all'Università di Rostock, dove egli stesso studiò ebraico, matematica, e medicina. Durante la sua permanenza a Rostock la guerra dei trent'anni aveva quasi svuotato l'università e Rist stesso si ammalò per la peste.
Nel 1650 divenne tutore ad Heide presso il Landschreiber Heinrich Sager . Due anni dopo (1652) divenne pastore del villaggio di Wedel sull'Elba. Lo stesso anno sposò Elisabeth Stapel, sorella di Franz Stapel, ufficiale giudiziario di Pinneberg, un villaggio vicino. Ebbero cinque figli, due dei quali morirono prematuramente; Elisabeth morì nel 1662. Nel 1664 sposò Anna Hagedorn, nata Badenhop, vedova del suo amico Phillipp Hagedorn. Morì a Wedel il 31 agosto 1667.

### Rist come drammaturgo e poeta
Rist si fece conoscere al mondo letterario grazie ad un'opera teatrale, Perseus (1634), che scrisse mentre era ad Heide. Negli anni successivi scrisse altri drammi dei quali l'allegoria Das friedewünschende Teutschland (1647) e Das friedejauchzende Teutschland (1653) sono i più interessanti dal punto di vista artistico. Presto egli divenne una figura centrale tra i poeti minori. L'imperatore Ferdinando III gli conferì la laurea poetica nel 1644, lo nobilitò nel 1653 e lo investì con gli onori di conte palatino, titolo che gli diede il diritto di coronare anch'esso i poeti e che gli fece guadagnare molti membri nella Elbschwanenorden (Ordine dei cigni d'Elba), una società letteraria e poetica che egli stesso aveva fondato nel 1660. Rist era già stato ammesso, nel 1645, all'ordine letterario di Johann Klaj con il nome di Daphnis aus Cimbrien e, nel 1647, egli divenne membro, sotto il nome di Der Rüstige, della Società dei Carpofori.

### Rist come scrittore diInni
Rist è comunque meglio conosciuto come scrittore di inni. Tra questi molti sono ancora nel libro evangelico degli inni, come, ad esempio, O Ewigkeit, du Donnerwort e Ermunt're dich, mein schwacher Geist. Collezioni delle sue poesie sono state pubblicate sotto il titolo di Musa Teutonica (1634) e Himmlische Lieder (1643).
Johann Sebastian Bach compose due cantate basandosi su Ewigkeit, du Donnerwort: la BWV 60 (1723) dove utilizza il primo verso dell'inno e la BWV 20 (1724) basata sull'intero componimento.
Jesu, der du meine Seele è un'altra cantata, la BWV 78, di J. S. Bach basata sull'omonimo inno di Rist.
Dall'inno O Gottes Geist, mein Trost und Rat Christiana Mariana von Ziegler prese la nona strofa per il libretto della cantata Er rufet seinen Schafen mit Namen.
L'inno Ein trauriger Grabgesang, composto tra il 1641 e il 1642, è noto per essere uno dei primi testi della cultura tedesca in cui compare la frase "Dio è morto" , questa volta in un contesto esplicitamente cristiano.

## Opere
- Die alleredelste Belustigung (1666)
- Die alleredelste Erfindung (1667)
- Das alleredelste Leben (1663)
- Das alleredelste Nass der gantzen Welt (1663)
- Das Friedewünschende Teuschland (1649)
- Sabbathische Seelenlust. Lüneburg: J. and H. Stern 1651
- Neue Musikalische Fest-Andachten: Lüneburg: J. and H. Stern 1655
- Neue Musikalische Katechismus-Andachten. Lüneburg: J. e H. Stern: 1656
- Himmlische Lieder. Lüneburg: J. e H. Stern 1641
- Neue Musikalische Kreutz- Trost- Lob und DankSchule. Lüneburg: J. e H. Stern 1659